# 5106-os mellékút (Magyarország)
Az 5106-os mellékút egy bő 23 kilométer hosszú, négy számjegyű mellékút Bács-Kiskun vármegye nyugati részén; Dunapataj és Kalocsa között köti össze a Duna bal partján sorakozó, az 51-es főút által elkerült kisebb községeket egymással, illetve a két végponti településsel.

## Nyomvonala
Dunapataj központjában ágazik ki az 51-es főút 104. kilométerénél lévő körforgalmú csomópontból, nyugat-délnyugati irányban; ugyanott indul az ellenkező irányban az 53 308-as számú mellékút is a már megszűnt Kunszentmiklós-Tass–Dunapataj-vasútvonal egykori végpontja, Dunapataj vasútállomás kiszolgálására. Ordasi utca néven húzódik a belterület nyugati széléig, amit kevéssel a másfeledik kilométere előtt ér el.
3,1 kilométer után lépi át Ordas keleti határszélét, ahonnan szinte egyből lakott területek között folytatódik, Dózsa György utca néven. Kisebb-nagyobb irányváltásoktól eltekintve még itt is a kiindulási irányát követi, csak mintegy 4,5 kilométer után fordul délebbi irányba. 4,8 kilométer után hagyja el a falu utolsó házait, 6,5 kilométer megtételét követően pedig eléri Géderlak határát. Egy darabig a két település határvonalát kíséri, de a hetedik kilométere után egy kanyarvétellel teljesen géderlaki területre ér.
Géderlak lakott területét 7,8 kilométer után éri el, ott szintén Ordasi utca a települési neve, legalábbis addig, amíg el nem éri az első említést érdemlő elágazását. Ott az 51 347-es számú mellékút ágazik ki belőle északnyugati irányban, a Paks-Ordas közti kompjárat ordasi felhajtójához, az út maga pedig délkeletnek fordul, Kossuth Lajos utca néven. A község katolikus temploma előtti kiteresedést elérve újból visszakanyarodik a nyugat-délnyugati irányhoz, onnan a lakott terület széléig – amit nagyjából 9,4 kilométer után ér el – már Dunaszentbenedeki út a neve.
9,7 kilométer után lépi át a következő község, Dunaszentbenedek határvonalát, a falu első házait 10,5 kilométer megtételét követően éri el. A települési neve itt a központ eléréséig Dózsa György utca, onnan délebbre Kossuth Lajos utca, s ezen a néven már délkeleti irányban húzódik, a belterület déli szélét is így hagyja maga mögött, nem sokkal a 12. kilométerét megelőzően.
13,1 kilométer után Uszód területén, alig pár lépéssel arrébb már e falu házai között húzódik, települési neve itt Szabadság utca. A 14. kilométerét elhagyva ismét kiágazik belőle egy út nyugat-északnyugat felé, ez az 51 349-es számú mellékút, de a Duna-parti végpontjához kapcsolódó komp- vagy hajójárat – úgy tűnik – már megszűnt. A község legdélebbi házait 14,5 kilométer után hagyja el az út, a déli határszélét pedig a 16+150-es kilométerszelvénye közelében szeli át.
Foktő a következő települése, melynek területén előbb dél felé húzódik, majd 17,5 kilométer után egy körforgalomhoz ér, mely főként a község növényolajipari gyárát szolgálja ki. Az út innen délkelet felé halad tovább, nem sokkal ezután keresztezi a Kiskőrös–Kalocsa-vasútvonal iparvágányát, majd 18,4 kilométer után egy épülő csomóponthoz ér, ebbe csatlakozik majd bele a tervezett paksi Tomori Pál híd bal parti lehajtó útja (a majdani 512-es főút egyelőre még csak tervezett szakasza). 18,8 kilométer után egy körforgalma következik, abból ágazik ki nyugat felé az önkormányzati út,- ami Foktő központjába vezet – magát a községet ugyanis déli irányban elkerüli az út, kevéssel ezután már a legkeletibb fekvésű házain is túl jár.
A 20+350-es kilométerszelvényét elhagyva, még mindig foktői területen újra egy elágazáshoz ér, ott az 5122-es út csatlakozik bele nagyjából északi irányból, az 51-es főút uszódi szakasza felől. 20,9 kilométer után viszont már Kalocsa határain belül, s hamarosan a város házai között jár, egy darabig a Móra Ferenc utca, majd a Kinizsi Pál utca nevet viselve. Körülbelül 22,5 kilométer után keresztez egy kisebb vízfolyást, majd változatlan néven keletnek fordul; így ér véget, a belterület déli része közelében, visszatorkollva az 51-es főútba, annak a 119+650-es kilométerszelvénye közelében.
Teljes hossza, az országos közutak térképes nyilvántartását szolgáló kira.kozut.hu adatbázisa szerint 23,130 kilométer.

## Települések az út mentén
- Dunapataj
- Ordas
- Géderlak
- Dunaszentbenedek
- Uszód
- Foktő
- Kalocsa